# Bupalus wolffi
Bupalus wolffi är en fjärilsart som beskrevs av Krausse 1915. Bupalus wolffi ingår i släktet Bupalus och familjen mätare. Inga underarter finns listade i Catalogue of Life.